# Алла Пугачёва поёт песни Марка Минкова
«А́лла Пугачёва поёт пе́сни Ма́рка Минко́ва» — сингл, выпущенный в СССР фирмой «Мелодия» в 1980 году с двумя песнями композитора Марка Минкова в исполнении Аллы Пугачёвой. Инструментальное сопровождение — группа «Аракс» под руководством Сергея Рудницкого. Запись вышла в двух форматах: в виде гибкой пластинки с монозаписью и в виде полноценного миньона со стереомиксом композиций.
Тираж миньона неоднократно допечатывался в 1980—1981 годах.
На первой стороне пластинки представлена песня «Эти летние дожди», написанная на стихи Семёна Кирсанова, сразу же ставшая суперхитом 1980 года и одной из самых запоминающихся песен в репертуаре Пугачёвой. С этой песней Алла Пугачёва стала лауреатом всесоюзного песенного фестиваля «Песня года» в 1979 году. На второй стороне записана композиция в ритмах диско «Скажи мне что-нибудь», созданная на стихи Роберта Рождественского.
Обе записи вошли в четвёртый студийный альбом певицы «То ли ещё будет…», вышедший в том же году; миньон, таким образом, предварял появление диска-гиганта. Позднее (в 1982 году) Алла Пугачёва записала повторно песню «Эти летние дожди» с другим сопровождением для авторского альбома Марка Минкова «Парад планет».
Группа «Несчастный случай» в 1997 году представила кавер-версию песни «Эти летние дожди» на трибьюте «Сюрприз от Аллы Пугачёвой».

## Список композиций

Оформление переизданной твёрдой пластинки

Вся музыка написана Марком Минковым.
Аккомпанемент во всех записях: Рок-группа «Аракс», руководитель Сергей Рудницкий.
| №                   | Название            | Текст песни         | Длительность |
| ------------------- | ------------------- | ------------------- | ------------ |
| 1.                  | «Эти летние дожди»  | Семён Кирсанов      | 4:10         |
| Общая длительность: | Общая длительность: | Общая длительность: | 4:10         |

| №                   | Название               | Текст песни           | Длительность |
| ------------------- | ---------------------- | --------------------- | ------------ |
| 1.                  | «Скажи мне что-нибудь» | Роберт Рождественский | 3:50         |
| Общая длительность: | Общая длительность:    | Общая длительность:   | 3:50         |